# جوديث إس. ستيرن
جوديث إس. ستيرن (بالإنجليزية: Judith S. Stern)‏ هي اخصائيه تغذية أمريكية، ولدت في 25 أبريل 1943 في بروكلين في الولايات المتحدة، وتوفيت في 8 مايو 2019.